# Estado Bolívar (1864-1881)
El Estado Bolívar fue una antigua división administrativa de los Estados Unidos de Venezuela ubicada al centro-norte del país que abarcaba lo que hoy son el Estado Miranda y el Distrito Capital. Fue creado el 22 de abril de 1864 a través de la constitución de ese año, que elevó a las antiguas provincias en estados federados.

## Historia
Si bien el estado fue creado a principios de 1864 con el nombre de «Estado Caracas» a partir del territorio de la provincia homónima, su nombre cambió a finales del mismo año al de Bolívar al independizarse de su territorio la ciudad de Caracas, conformando con los cantones de Maiquetía y La Guaira el Distrito Federal de Venezuela. Por tal razón su capital cambió de dicha ciudad a Petare a finales del mismo año.
El estado fue fusionado en 1879 con Apure, Guárico, Guzmán Blanco (Aragua) y Nueva Esparta para formar el «estado del Centro», que se trasformó el 27 de abril de 1881 en el «estado Guzmán Blanco» compuesto solamente por Bolívar, Aragua, Guárico y Nueva Esparta.

## División territorial
El Estado Bolívar estaba dividido en 1864 en los departamentos de Caucagua, Curiepe, Guaicaipuro, Guarenas, Guatire, Ocumare del Tuy, Petare, Río Chico y Santa Lucía, excepto los departamentos Libertador, Aguado y Vargas que pasaron a formar el Distrito Federal de Venezuela. Los departamentos a su vez estaban divididos en distritos y estos en parroquias.